# Уэст, Томас, 8-й барон де Ла Варр
Томас Уэст (англ. Thomas West; приблизительно 1457 — 11 октября 1525) — английский аристократ, 5-й барон Уэст и 8-й барон де Ла Варр с 1476 года. Рыцарь Бани, кавалер ордена Подвязки.

## Биография
Томас Уэст был старшим сыном Ричарда Уэста, 4-го барона Уэста и 7-го барона де Ла Варра, и его жены Кэтрин Хангерфорд. Он родился примерно в 1457 году, а в 1476, после смерти отца, унаследовал семейные владения и титулы. Ещё до этого, в 1475 году, Томас участвовал во французском походе короля Эдуарда IV. 18 января 1478 года он был посвящён в рыцари, а в 1489, в день инаугурации Артура, принца Уэльского, стал рыцарем Бани. Уэст был в числе командиров военного контингента, направленного на помощь Максимилиану Гасбургу против французов (1491). Он руководил подавлением восстания в Корнуолле (1496).
При следующем короле, Генрихе VIII, сэр Томас стал кавалером ордена Подвязки (11 мая 1510). Он участвовал во французской экспедиции 1513 года, сражался при Теруане, при Турне и в битве шпор, после которой стал рыцарем-баннеретом. В 1514 году барон присутствовал при бракосочетании Марии Английской и короля Франции Людовика XII, в 1520 году находился на Поле золотой парчи, где Генрих VIII встретился с Франциском I. В 1524 году он был назначен верховным шерифом Суррея и Сассекса.
Сэр Томас умер 11 октября 1525 года и был похоронен в церкви Святой Марии в Бродуотере (Сассекс). Его завещание датировано 8 октября 1524 года.

## Семья
Уэст был женат трижды. Его первой женой стала Элеанора Перси, дочь Генри Перси, 3-го графа Нортумберленда, и Элеаноры Пойнингс. Этот брак остался бездетным, барон женился на Элизабет Мортимер, дочери сэра Хью Мортимера и Элеаноры Корнуолл. В этом браке родились пять сыновей и шесть дочерей:
- Томас (умер в 1554), 6-й барон Уэст и 9-й барон де Ла Варр[1];
- Уильям[1];
- Энтони;
- Ричард;
- Джон;
- Анна, жена Джона Клинтона, 7-го барона Клинтона;
- Элеанора, жена сэра Эдуарда Гилфорда[1];
- Доротея (1483—1542), жена сэра Генри Оуэна[1];
- Маргарет;
- Элизабет (1487—1526), жена Чарльза Сомерсета, 1-го графа Вустера[2];
- Джоан.

Третьим браком барон женился на Элеаноре Копли, дочери Роджера Хопли и Анны Хоо. Эту супруга родила ему ещё трёх сыновей и четырёх дочерей:
- Оуэн (умер в 1551)[1];
- Джордж (умер в 1538)[1];
- Леонард (умер примерно в 1578)[1][3];
- Анна, жена сэра Энтони Сент-Амана;
- Мэри;
- Кэтрин;
- Барбара (1504—1549), жена сэра Джона Гилфорда.